# Wettlingen
Wettlingen là một đô thị ở huyện Bitburg-Prüm, trong bang Rheinland-Pfalz, phía tây nước Đức. Đô thị Wettlingen có diện tích 3,46 km², dân số thời điểm ngày 31 tháng 12 năm 2006 là 54 người.